# Dolno Melnicsani
Dolno Melnicsani (macedónul: Долно Мелничани) település Észak-Macedóniában, a Délnyugati körzet Centar Zsupa-i járásában.

## Népesség
| Lakosok száma | 293  | 290  | 257  | 69   | 31   | 17   | 23   | 11   | 13   |
|               | 1948 | 1953 | 1961 | 1971 | 1981 | 1991 | 1994 | 2002 | 2021 |

2002-ben 11 lakosa volt, akik mindannyian macedónok.